# Simon Larsen
Simon Andreas Larsen (Kristiansand, 1º giugno 1988) è un ex calciatore norvegese, di ruolo difensore.

## Carriera

### Club
Larsen ha cominciato la carriera con la maglia del Randesund, formazione all'epoca militante nella 4. divisjon, quinto livello calcistico locale. Al termine del campionato 2009, il Randesund si è guadagnato la promozione in 3. divisjon. Nel 2011, Larsen è stato ingaggiato dal Vindbjart, in 2. divisjon, formazione per cui ha giocato per una stagione.
Il 2 marzo 2012, il Vålerenga ha annunciato sul proprio sito internet d'aver trovato un accordo con il Vindbjart per il trasferimento del giocatore, soggetto al buon esito delle visite mediche: il difensore avrebbe firmato un contratto triennale. Ha esordito nell'Eliteserien il 10 aprile successivo, schierato titolare nella vittoria per 1-0 sul Viking. Il 22 luglio ha segnato la prima rete nella massima divisione locale, nella vittoria per 1-3 sul campo dello Stabæk.
Il 9 agosto 2013, ha annunciato d'aver ingaggiato Larsen con la formula del prestito fino al termine della stagione in corso. L'11 agosto ha esordito con questa maglia, impiegato da titolare nella sconfitta per 1-0 sul campo dell'Haugesund. Al termine della stagione, l'Hønefoss è retrocesso in 1. divisjon: Larsen ha totalizzato 10 presenze in squadra, senza segnare alcuna rete.
In vista del campionato 2014, Larsen ha fatto ritorno al Vålerenga. Al termine della stagione, è stato l'unico calciatore della rosa ad aver disputato tutte le partite dell'Eliteserien, totalizzando 2690 minuti in campo. Il 21 novembre 2014, il Vålerenga ha annunciato che Larsen aveva rinnovato il contratto che lo legava al club, in scadenza a fine anno, per un ulteriore biennio.
Il 30 agosto 2016, lo Start ha annunciato di aver ingaggiato Larsen a partire dal 1º gennaio 2017, quando avrebbe lasciato il Vålerenga a parametro zero: l'accordo col nuovo club avrebbe avuto una durata triennale. Il 7 marzo successivo è stato nominato capitano. Ha debuttato in squadra, in 1. divisjon, in data 2 aprile: è stato schierato titolare nel pareggio casalingo per 2-2 contro il Fredrikstad. Il 9 aprile ha trovato la prima rete, nel successo per 0-2 maturato sul campo del Kongsvinger. Al termine dell'annata, lo Start ha conquistato la promozione in Eliteserien.
Il 21 dicembre 2018, Larsen è passato al Jerv, legandosi con un contratto biennale valido a partire dalla nuova stagione. Il 5 gennaio 2021 ha annunciato il proprio ritiro dall'attività agonistica.

## Statistiche

### Presenze e reti nei club
Statistiche aggiornate al 5 gennaio 2021.
| Stagione         | Club             | Campionato       | Campionato | Campionato | Coppe nazionali | Coppe nazionali | Coppe nazionali | Coppe continentali | Coppe continentali | Coppe continentali | Supercoppe | Supercoppe | Supercoppe | Totale | Totale |
| Stagione         | Club             | Comp             | Pres       | Reti       | Comp            | Pres            | Reti            | Comp               | Pres               | Reti               | Comp       | Pres       | Reti       | Pres   | Reti   |
| ---------------- | ---------------- | ---------------- | ---------- | ---------- | --------------- | --------------- | --------------- | ------------------ | ------------------ | ------------------ | ---------- | ---------- | ---------- | ------ | ------ |
| 2006             | Randesund        | 4D               | ?          | ?          | CN              | ?               | ?               | -                  | -                  | -                  | -          | -          | -          | ?      | ?      |
| 2007             | Randesund        | 4D               | ?          | ?          | CN              | ?               | ?               | -                  | -                  | -                  | -          | -          | -          | ?      | ?      |
| 2008             | Randesund        | 4D               | ?          | ?          | CN              | ?               | ?               | -                  | -                  | -                  | -          | -          | -          | ?      | ?      |
| 2009             | Randesund        | 4D               | ?          | ?          | CN              | ?               | ?               | -                  | -                  | -                  | -          | -          | -          | ?      | ?      |
| 2010             | Randesund        | 3D               | ?          | ?          | CN              | ?               | ?               | -                  | -                  | -                  | -          | -          | -          | ?      | ?      |
| Totale Randesund | Totale Randesund | Totale Randesund | ?          | ?          |                 | ?               | ?               |                    | -                  | -                  |            | -          | -          | ?      | ?      |
| 2011             | Vindbjart        | 2D               | ?          | ?          | CN              | ?               | ?               | -                  | -                  | -                  | -          | -          | -          | ?      | ?      |
| 2012             | Vålerenga        | ES               | 27         | 2          | CN              | 3               | 0               | -                  | -                  | -                  | -          | -          | -          | 30     | 2      |
| gen.-ago. 2013   | Vålerenga        | ES               | 11         | 1          | CN              | 3               | 0               | -                  | -                  | -                  | -          | -          | -          | 14     | 1      |
| lug.-ago. 2013   | Hønefoss         | ES               | 10         | 0          | CN              | -               | -               | -                  | -                  | -                  | -          | -          | -          | 10     | 0      |
| 2014             | Vålerenga        | ES               | 30         | 4          | CN              | 3               | 0               | -                  | -                  | -                  | -          | -          | -          | 33     | 4      |
| 2015             | Vålerenga        | ES               | 24         | 1          | CN              | 2               | 0               | -                  | -                  | -                  | -          | -          | -          | 26     | 1      |
| 2016             | Vålerenga        | ES               | 26         | 1          | CN              | 5               | 0               | -                  | -                  | -                  | -          | -          | -          | 31     | 1      |
| Totale Vålerenga | Totale Vålerenga | Totale Vålerenga | 118        | 9          |                 | 16              | 0               |                    | -                  | -                  |            | -          | -          | 134    | 9      |
| 2017             | Start            | 1D               | 29         | 5          | CN              | 0               | 0               | -                  | -                  | -                  | -          | -          | -          | 29     | 5      |
| 2018             | Start            | ES               | 25         | 0          | CN              | 5               | 0               | -                  | -                  | -                  | -          | -          | -          | 30     | 0      |
| Totale Start     | Totale Start     | Totale Start     | 54         | 5          |                 | 5               | 0               |                    | -                  | -                  |            | -          | -          | 59     | 5      |
| 2019             | Jerv             | 1D               | 28         | 2          | CN              | 2               | 0               | -                  | -                  | -                  | -          | -          | -          | 30     | 2      |
| 2020             | Jerv             | 1D               | 21         | 4          | -               | -               | -               | -                  | -                  | -                  | -          | -          | -          | 21     | 4      |
| Totale Jerv      | Totale Jerv      | Totale Jerv      | 49         | 6          |                 | 2               | 0               |                    | -                  | -                  |            | -          | -          | 51     | 6      |
| Totale           | Totale           | Totale           | 231+       | 20+        |                 | 23+             | 0+              |                    | -                  | -                  |            | -          | -          | 254+   | 20+    |